# Zygmunt Karczewski
Zygmunt Adam Karczewski (ur. 14 września 1952 w Kraśniku Lubelskim) – polski rolnik i polityk, poseł na Sejm X kadencji.

## Życiorys
Posiada wykształcenie średnie zawodowe, w 1972 ukończył Technikum Mechaniczne w Krasnymstawie. Zajął się prowadzeniem indywidualnego gospodarstwa rolnego we wsi Stężyca-Kolonia.
W 1970 wstąpił do Zjednoczonego Stronnictwa Ludowego. Był prezesem miejsko-gminnego komitetu partii w Krasnymstawie, a od 1983 członkiem wojewódzkiego komitetu w Chełmie. Działał też w Związku Młodzieży Wiejskiej (m.in. jako członek zarządu krajowego). Od 1978 zasiadał w Gminnej Radzie Narodowej w Krasnymstawie (m.in. jako wiceprzewodniczący).
W 1989 uzyskał mandat posła na Sejm kontraktowy, został wybrany w okręgu chełmskim z puli ZSL. Zasiadał w Komisji Rolnictwa i Gospodarki Żywnościowej, na koniec kadencji był członkiem Klubu Poselskiego Polskiego Stronnictwa Ludowego. W 2002 i 2010 kandydował z listy PSL do rady powiatu krasnostawskiego. Pozostał działaczem lokalnych struktur tego ugrupowania. Pełnił funkcję sołtysa wsi Stężyca-Kolonia. W 2024 ubiegał się o mandat radnego gminy wiejskiej Krasnystaw.
W 1983 otrzymał Brązowy Krzyż Zasługi, a w 1984 Medal 40-lecia Polski Ludowej.